# Platyptilia infesta
Platyptilia infesta là một loài bướm đêm thuộc họ Pterophoridae. Loài này có ở São Tomé và Principe.